# زندسک
زندسک (انگلیسی: Zendesk) شرکت نرم‌افزار آمریکایی است، که در سال ۲۰۰۷ تأسیس شد.